# Arta abstractă

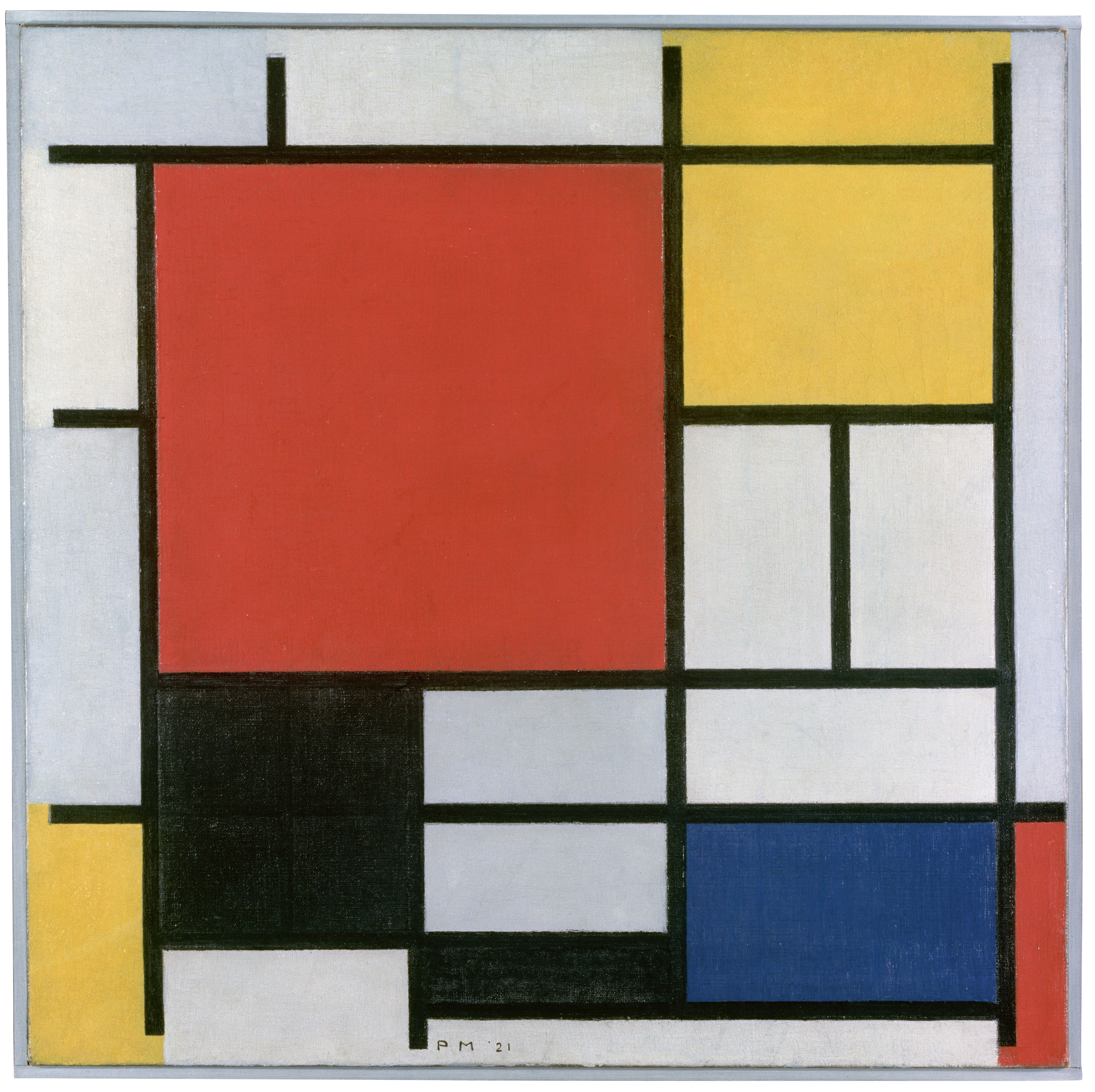
„Compoziție în roșu, galben, albastru și negru” de Piet Mondriaan

Arta abstractă este denumirea pe care, începând cu cel de-al treilea deceniu al secolului al XX-lea, și-o revendică o serie de tendințe, de grupări, de creații - în general diverse, succedându-se nu fără o anumită atitudine polemică - care au la bază un protest împotriva academismului și naturalismului, îndepărtând din imaginea plastică elementele lumii vizibile, redate până atunci din așa zisă artă figurativă, și așezând în locul lor un sistem de semne, linii, pete, volumi, ce ar trebui să exprime, în formă pură, acțiunea raționalității și sensibilității umane dar si gândurile cele mai ascunse și unele detalii ale personalității acestora ce sunt adânc îngropate în suflet așteptând să fie scoase la iveală.
Plecând de la ideea că arta plastică, arhitectura și muzica sunt prin excelență abstracte - ele presupunând în același timp o sumă de legături cu irealul, și fiind, de regulă, neacceptate drept construcții, ci ansambluri controlate de logică - primii artiști atrași de abstracționism își manifestă, cu un sentiment de eliberare, întreaga încărcătură emoțională, sentimentală si senzitivă. Abstracționismul este tendința care acordă abstracțiunilor aceeași valoare cu a realităților concrete.
Arta abstractă apare aproape simultan în mai multe țări europene, în preajma anului 1910. Printre primii reprezentanți ai acestei tendințe este Wassily Kandinsky, care, începând din 1910, pictează un ciclu de tablouri intitulate "Improvizații", și publică un amplu studiu, "Über das Geistige in der Kunst" ("Despre spiritual în artă", 1911), ce a contribuit la afirmarea artei abstracte.
Termenul de abstract este însă mult prea general, folosirea lui a pendulat între accepții extremiste, întreaga artă fiind considerată abstractă, ca rezultat al procesului de abstragere a realității în imagine, sau, dimpotrivă, concretă, opera existând ca o realitate în sine.
În 1930, Theo van Doesburg introduce termenul de artă foarte concretă, părându-i-se absurd să numească abstractă o creație artistică ce are o existență reală, dar nu va reuși să înlocuiască, totuși, pe cel de artă abstractă, în care publicul și teoreticienii artei continuă să alinieze creații ce nu trimit direct la realitate.
Arta abstractă înregistrează manifestări din cele mai diferite, dezvoltând și extrapolând unele dintre aspirațiile impresionismului, mai ales în domeniul culorii și al accentului pus pe universul interior al artistului.

### Precursori ale artei abstracte moderne europene

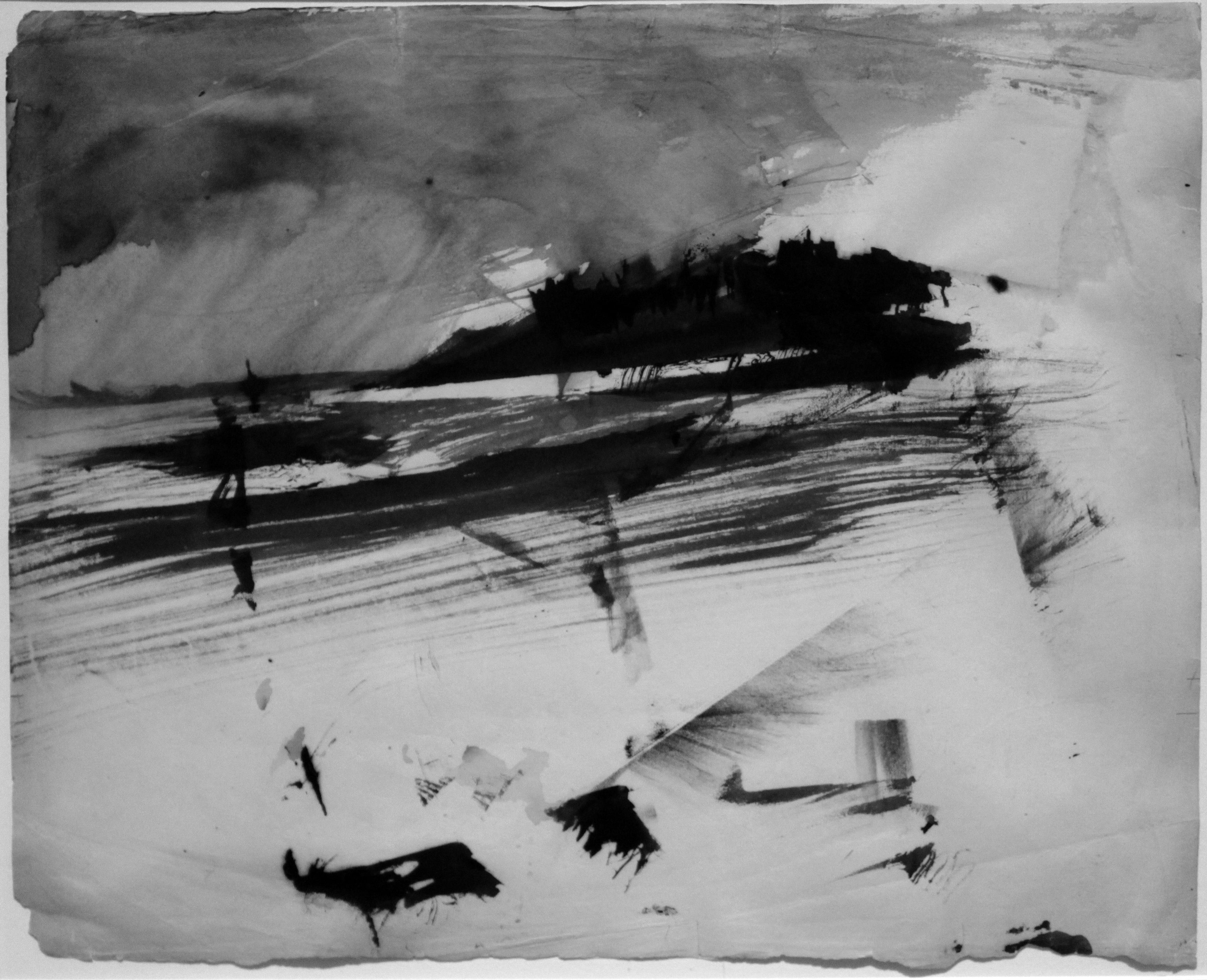
Un desen de Victor Hugo datat 1870. Scriitorul folosea în mod spontan tehnici care anticipează suprarealismul și expresionismul abstract.

Arta abstractă modernă este pe alocuri anticipată în unele dintre lucrările târzii ale lui Turner, în desenele scriitorului Victor Hugo, în lucrările „tonaliste” ale lui Whistler, în seria „Nuferilor” lui Monet sau în lucrări postimpresioniste precum „Talismanul” lui Paul Sérusier.
Primii pictori abstracți ai secolului XX - Kandinsky, Kupka, Malevici, Mondrian - vor sta sub semnul teozofismului. Cu puțin înaintea lor, mediumul Hilma af Klint își începuse seria de desene care, conform autoarei, „portretizează planul astral în formă și culoare”. Ținând cont de faptul că, în afara Europei, abstracțiunea era prezentă deja în „arabescurile” din arta islamică sau în desenele geometrizante care fac parte din practica tantrică în Rajasthan, se poate spune că nu formalismului materialist-pozitivist i se datorează apariția artei abstracte.

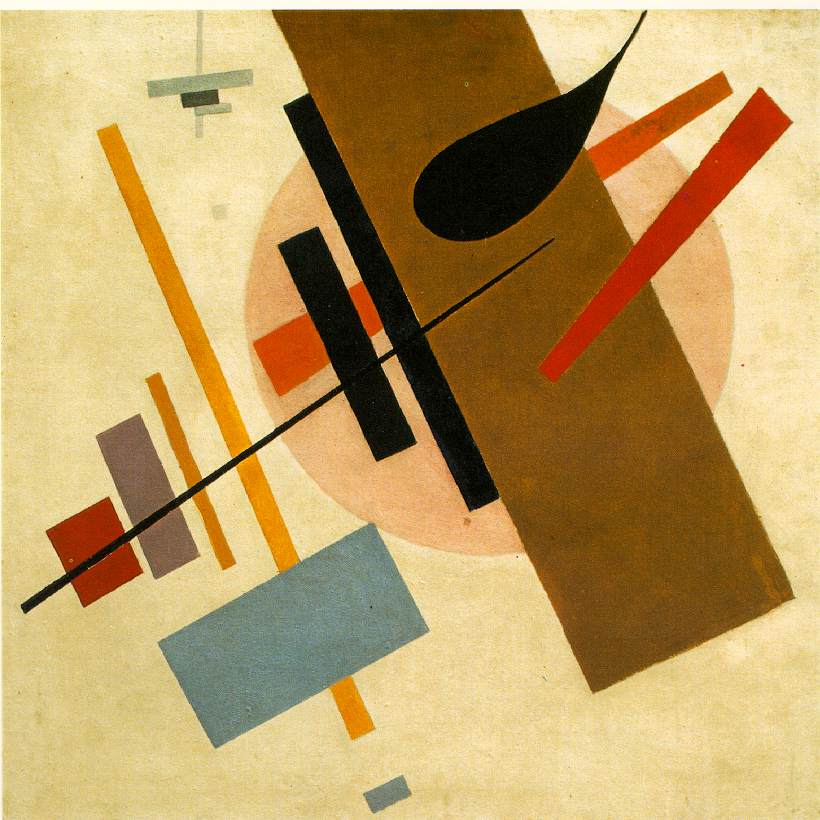
Kazimir Malevici: Suprematism, 1916 - Muzeul de artă, Krasnodar

### Abstracțiunea geometrică
Printre curentele care au compus arta abstractă în prima jumătate a secolului XX se numără:
- orfismul (Robert Delaunay, Sonia Delaunay, August Macke, Leopold Survage) și varianta americană, sincromismul[13] (Morgan Russel, Stanton MacDonald-Wright);
- raionismul (Mihail Larionov, Natalia Goncearova);
- constructivismul (Aleksandr Rodcenko, Naum Gabo, Antoine Pevsner, Liubov Popova, Varvara Stepanova, Vladimir Tatlin, Aleksander Vesnin);
- non-obiectivismul (Aleksandr Rodcenko);
- suprematismul (Kazimir Malevici, El Lissitzky);
- neoplasticismul de la De Stijl (Piet Mondrian, Theo van Doesburg, Bart van der Leck, Georges Vantongerloo, Friedrich Vordemberge-Gildewart);
- arta concretă (Theo van Doesburg, Max Bill[14], Camille Graeser, Richard Paul Lohse, Verena Loewensberg[15], Olle Bærtling, Alberto Magnelli, Pablo Palazuelo etc.), adeseori luată în considerare împreună cu direcția constructivistă[16][17], având și o variantă argentineană, perceptismul[18] (Raúl Lozza), precum și o variantă braziliană, neo-concretismul[19] (Amilcar de Castro, Lygia Clark, Hélio Oiticica, Lygia Pape, Mira Schendel).

Din concretism și constructivism se va desprinde arta cinetică (Alexander Calder, Naum Gabo, Pol Bury, Takis, Jean Tinguely etc.), incluzând și ceea ce avea să fie cunoscut mai târziu drept op-art (Victor Vasarely, Bridget Riley, Richard Anuszkiewicz, Tadasky, Julian Stanczak, Yaacov Agam, Alberto Biasi, Martha Boto, Carlos Cruz-Diez, Rubem Ludolf, Heinz Mack, Almir Mavignier, Jesús Rafael Soto, Luis Tomasello, Ludwig Wilding etc.).
La aceste curente se adaugă și contribuțiile celor asociați cu dadaismul (Schwitters și - mai ales - Arp).
Arta abstractă s-a impus datorită activității intense a școlii Bauhaus și a grupurilor precum Abstraction-Création, precum și prin corpus-ul teoretic al principalilor reprezentanți, mai ales scrierile lui Wassily Kandinsky și ale Paul Klee.

### Abstracțiunea lirică sau informală / Expresionismul abstract
Primele desene abstracte ale lui Kandinsky (care au fost etichetate drept „expresionism abstract” în 1919), alături de desenele automatice ale suprarealiștilor André Masson, Joan Miró ș.a., anticipează o direcție a artei abstracte care va respinge forma și care va duce până la ultimele consecințe moștenirea impresionismului și a expresionismului (alături de suprarealism și de cubism).
În anii '40, mai ales după ce s-a încheiat cel de-al Doilea Război Mondial, s-a dezvoltat concomitent în America de Nord și în Europa de Vest un curent care a primit diferite denumiri: expresionism abstract în SUA, respectiv artă informală (termen folosit de Michel Tapié în cartea Un Art Autre, în timp ce Charles Estienne a folosit termenul de tașism) în Franța. Conform criticilor vremii, ar fi existat diferențe structurale sau, cel puțin, calitative între reprezentanții informalismului european (care ar fi mai puțin radical și mai apropiat de post-cubism) și expresioniștii abstracți americani (care ar fi mai „viguroși”; în eseul din 1955 intitulat American-Type Painting, criticul Clement Greenberg îi promovează drept cea mai „înaintată” (în sensul de avangardă) direcție a artei moderniste; caracterul „american” al respectivilor pictori ar fi dat de folosirea pânzelor de mari dimensiuni și de libertatea de exprimare sugerată de lucrări).
De fapt, tendința s-a dezvoltat similar pe ambele părți ale Atlanticului, creând, după o fază de tatonare în care sunt încă vizibile influențele („Indian Space Painting” în SUA, iar în Franța grupul „pictorilor de tradiție franceză”), atât o direcție „dură”, gesturală (action painting-ul lui Jackson Pollock, dar și al lui Wols), cât și o direcție „atmosferică”, epurată de violența expresionistă, care folosește „câmpuri colorate” (color field painting) și forme cu margini imprecise (Mark Rothko este cel mai cunoscut reprezentant american; mai rar prezent în lucrările de specialitate este așa-numitul nuagisme al francezilor Frédéric Benrath, Olivier Debré, Jean Degottex, René Laubiès, Fernando Lerin, Pierre Tal-Coat etc.). Au fost asociați cu acest curent și pictori care nu s-au îndepărtat cu totul de figurativ - în SUA, Willem de Kooning, Robert de Niro Sr. și, puțin mai târziu, Phillip Guston; în Franța, Jean Dubuffet (asociat și cu art brut) și Nicolas de Staël.
Printre numeroșii reprezentanți ai acestei tendințe se mai numără:
- în SUA: Clyfford Still, Hans Hofmann, Adolph Gottlieb, Arshile Gorky, Franz Kline, Lee Krasner, Robert Motherwell, Joan Mitchell, Mark Tobey, William Baziotes, James Brooks, Norman Bluhm, Sam Francis, Helen Frankenthaler, Paul Jenkins, Cy Twombly; în sculptură: David Smith, Louise Bourgeois, Richard Lippold, Isamu Noguchi, Richard Stankiewicz, Mark di Suvero etc.;
- în Franța: Jean Fautrier, Georges Mathieu, Hans Hartung, Alfred Manessier, Henri Michaux, Serge Poliakoff, Pierre Soulages, Jean René Bazaine, Jean Bertholle, Roger Bissière, Albert Bitran, Camille Bryen, René Duvillier, Maurice Estève, Claude Georges, Simon Hantaï, André Lanskoy, Charles Lapicque, Jean Le Moal, Jean Messagier, Jean Miotte, Chu Teh-Chun, Zao Wou-Ki etc.;
- în Belgia: Pierre Alechinsky, Bram Bogart, Raoul De Keyser, Gustave Singier, Louis Van Lint etc.;
- în Canada: grupul Les Automatistes (Jean-Paul Riopelle, Marcel Barbeau, Roger Fauteux etc.);
- în Germania de Vest: Julius Bissier, Carl Buchheister, grupul Zen 49 (Willi Baumeister, Rupprecht Geiger, Ernst Wilhelm Nay, Bernard Schultze, Fritz Winter etc.), grupul SPUR (Helmut Sturm);
- în Marea Britanie: Patrick Heron, Roger Hilton, John Hoyland, Peter Lanyon, Victor Pasmore, William Scott;
- în Spania: grupurile Dau al Set și El Paso -- Antoni Tàpies, Modest Cuixart, Jorge Castillo, Luis Feito, Joan Ponç, Albert Ràfols-Casamada, Manuel Rivera, Antonio Saura;
- în Italia: Enrico Accatino, Afro, Enrico Baj, Alberto Burri, Luigi Guardigli, Bice Lazzari, Giuseppe Pinot-Gallizio, Antonio Sanfilippo, Giuseppe Santomaso;
- în Țările de Jos: Bram van Velde, grupul CoBrA -- Karel Appel, Eugène Brands, Corneille, danezul Asger Jorn etc.;
- în Portugalia: Maria Helena Vieira da Silva, António Areal, Mário Cesariny, Menez etc.;
- în țările scandinave: Jan Groth (Norvegia), Rune Jansson (Suedia);
- în Japonia: grupul Gutai (Jiro Yoshihara, Shozo Shimamoto, Akira Kanayama, Sadamasa Motonaga, Chity Uemae, Tsuruko Yamazaki etc.);
- în Coreea de Sud: Park Seo-Bo, Tschang-yeul Kim etc.;
- în alte țări: Lilia Carrillo (Mexic), Christo Coetzee (Africa de Sud), Gérard Schneider (Elveția), Nína Tryggvadóttir (Islanda), Asım İșler (Turcia) etc.

Expresionismul abstract nu s-a dezvoltat ca o mișcare coerentă în România, din cauza regimului comunist; totuși, au fost câțiva artiști care au lucrat în acest stil, expunând în afara (în SUA: Hedda Sterne; în Italia: Vincențiu Grigorescu; în Franța: Horia Damian, cuplul Alexandre Istrati-Natalia Dumitresco, mai târziu Aurel Cojan și Ion Nicodim, poate unicul reprezentant român al direcției color field și a picturii monocrome) și, după jumătatea anilor '60, în interiorul granițelor țării (Romul Nuțiu, Gheorghe I. Anghel, Gheorghe Iacob, Ilie Pavel, Wanda Sachelarie-Vladimirescu).

### Întoarcerea la geometrie
Arta informală s-a impus în breaslă ca un stil potrivit climatului postbelic, dar, mai ales în America Latină, abstracțiunea geometrică a rămas o tendință puternică. Va avea loc treptat o întoarcere (în alte moduri decât cele oferite de arta abstractă timpurie) la geometrism, după epuizarea „resurselor” informalismului/expresionismului abstract.

#### Abstracțiunea post-picturală
Printre pictorii americani asociați cu larga etichetă de expresionism abstract s-au numărat și Barnett Newman (care se va consacra prin compozițiile cu dungi verticale solitare, numite zip paintings) și Ad Reinhardt (ale cărui celebre „picturi negre”, conform artistului, ar fi „ultimele picturi pe care le-ar putea realiza cineva”; totuși, negrul din respectivele compoziții este vopsit în nuanțe de luminozitate care diferă, sugerând forma unei cruci grecești). Aceștia, alături de Mark Rothko și, dintre pictorii marginali în momentul respectiv, Ellsworth Kelly și clasiciștii abstracți, anticipează viitoarea tendință de respingere a expresionismului abstract violent a la Pollock, pe care criticul Clement Greenberg o va intitula abstracțiunea post-picturală.
Mișcarea a apărut în jurul anului 1958, când Morris Louis și Kenneth Noland, experimentând o tehnică învățată de la pictorița Helen Frankenthaler, inaugurează seria lor de compozițiile „aerisite” în care, spre deosebire de action painting, gesturile sunt restrânse, iar culorile mai intense, dispuse în forme nu foarte riguroase și având adeseori ca fundal albul pânzei. (Puțin mai târziu, Sam Francis va realiza o serie de picturi în care doar marginile sunt pictate, centrul pânzei rămânând alb.) În teoria formalistă a lui Greenberg, toată evoluția formelor picturale occidentale indică drept punct terminus „aplatizarea” planului, afirmarea picturii exclusiv în elementele sale proprii, excluzând toate elemente în afară de linie și culoare („un tip de pictură fără început, mijloc, sfârșit”). Noua generație de pictori reprezenta pentru critic tocmai apogeul acestei tendințe progresive a picturii, iar, dintre aceștia, pe Jules Olitski îl considera „cel mai mare pictor în viață”.
Expoziția Post-Painterly Abstraction din 1964, organizată de către Greenberg, îi cuprinde pe Jack Bush, Gene Davis, Friedel Dzubas, Paul Feeley, Sam Francis, Helen Frankenthaler, Al Held, Alfred Jensen, Ellsworth Kelly, Morris Louis, Kenneth Noland, Jules Olitski, Ray Parker, Frank Stella ș.a. Unele dintre lucrările expuse se apropie deja de minimalism, dar susține Karen Wilkin, pictura color field n-a fost nicicând la fel de reductivă ca pictura minimală. Totuși, există istorii ale artei în care Newman, Louis sau Noland sunt discutați în cadrul „artei minimale”.
Minimalismul
Începuturile artei minimale pot fi plasate în anii '50, când americanul Ellsworth Kelly realizează la Paris o serie de lucrări care extind concretismul și prefigurează unele dintre aspectele minimalismului. În aceeași perioadă își încep activitatea pe Coasta de Vest o serie de pictori marginali care vor fi înglobați ceva mai târziu sub eticheta de clasicism abstract: John McLaughlin, Lorser Feitelson, Karl Benjamin, Frederick Hammersley și Helen Lundeberg. Prelungind tradiția abstracțiunii geometrice europene, aceștia tind să simplifice și să realizeze „abstracțiuni pure”.
Se poate spune că pictura minimală debutează în SUA în jurul anului 1959, grație picturilor negre ale lui Frank Stella, autorul butadei „Ceea ce vezi este ceea ce vezi”, la scurtă vreme după ce francezul Yves Klein devine cunoscut prin picturile sale monocrome cu o nuanță brevetată de albastru (International Klein Blue). Debutează în aproape aceeași perioadă Jo Baer (monocromii albe cu rame colorate), Robert Mangold (figuri geometrice descompuse), Brice Marden (monocromii), Agnes Martin (rețele de linii), Robert Ryman (monocromii albe realizate cu diferite materiale); în prelungirea lor, pictorii de monocromii ai anilor '70, cei mai mulți grupați în Radical Painting Group: Marcia Hafif, Joseph Marioni, Warren Rohrer etc.
În Marea Britanie se va impune prin monocromii Bob Law. În Franța se mai afirmă, în afară de Yves Klein, Geneviève Asse (monocromii albastre) și Martin Barré (linii simple), care vor fi urmați de pictorii grupului BMPT: Daniel Buren, Olivier Mosset, Michel Parmentier și Niele Toroni. Aceștia din urmă au practicat un minimalism cu valențe conceptuale, expunând serii de lucrări cu forme simple (dungi, cercuri), adeseori interșanjabile și executate de alți membri ai grupului decât ar indica semnătura. În Italia se afirmă mai puțin minimalismul pur (Ettore Spaletti), cât mai ales două mișcări care au afinități cu minimalismul și cu spațialismul (grup centrat în jurul lui Lucio Fontana, ale cărui lucrări sunt reprezentate de pânze tăiate) și Arte Povera („arta săracă” -- un grup de sculptori (mai ales) care folosesc materiale derizorii, lucrările încadrându-se prin formă și intenționalitate în postminimalism).
Sculpturile și instalațiile sunt însă cele mai caracteristice forme ale minimalismului. Principalii sculptori și teoreticieni sunt Donald Judd (cu o vastă operă care include și desene sau lucrări land art) și Robert Morris. Printre reprezentanții de marcă se mai numără Carl Andre (lucrări seriale), Ronald Bladen (sculpturi de mari dimensiuni), Dan Flavin (sculpturi de neon), Sol LeWitt (lucrări seriale și conceptuale), Fred Sandback (sculpturi din fire), Tony Smith, Anne Truitt, Anthony Caro (în Marea Britanie) etc.
Față de minimaliștii de pe Coasta de Est, minimaliștii californieni (grupați uneori sub titulaturile Finish Fetish și Light and Space) se disting prin accentul pus, între altele, pe calitatea perceptivă. Unele dintre lucrările lor nu se mai bazează pe linii sau forme, ci manipulează lumina și spațiul în care aceasta se poate desfășura, creând medii speciale în care cel ce privește și ceea ce este privit întrețin un raport dinamic. Doug Wheeler a realizat o serie intitulată Infinity Environment, fiecare variantă constând într-o cameră lipsită de obiecte, proiectată astfel încât niciun colț nu este vizibil, emanând o lumină albă lipsită de orice repere. Lucrările lui James Turrell manipulează lumina artificială sau chiar naturală. În afara lucrărilor radicale ale lui Turrell, Wheeler, Robert Irwin sau Mary Corse, mai pot fi menționați Peter Alexander, Larry Bell, Craig Kauffman, John McCracken, DeWain Valentine și alții care realizează sculpturi (cu forme tipic minimaliste) din materiale transparente sau translucide, încă noi la acea vreme (plexiglas sau fibra de sticlă, de pildă).
Despre minimalism s-a scris că ar fi consecința „înțelegerii greșite” a formalismului lui Greenberg. Un alt critic formalist, Michael Fried, a criticat în eseul „Artă și obiectualitate” (Art and Objecthood) din 1967 tendința minimaliștilor de a realiza obiecte „teatrale” care necesită o relație activă cu observatorul și nu pot exista în sine, spre deosebire de arta modernistă care putea fi observată fără ca privitorul să altereze logica internă a lucrării. Întrerupând tradiția modernistă, ducând formalismul până la ultimele consecințe, se poate spune astăzi că, astfel, arta minimală a inaugurat și a influențat postmodernismul.

### Arta abstractă contemporană
Arta abstractă, sub diferite forme, nume și explicații, rămâne o constantă a artei contemporane.

## Momente importante în dezvoltarea artei abstracte

Jackson Pollock: Number 8, 1949 - Neuberger Museum, State University of New York

- Apariția în 1908 a articolului lui Henri Rovel întitulat "Les lois d'harmonie de la Peinture et de la Musique sont les mêmes" ("Legile armoniei din pictură și din muzică sunt identice").
- Apariția în 1911 a cărții lui Wassily Kandinsky "Über das Geistige in der Kunst" ("Despre spiritual în artă").
- Apariția în 1917 a revistei "De Stijl", editată de Theo van Doesburg.
- Expoziția internațională de artă abstractă din Berlin (1928) sub patronajul asociației "Abstrakte Gruppe der Sturm".
- Înființarea în Franța, în 1932, a grupului "Abstraction-Création".
- Constituirea, în 1937, a asociației "American Abstract Artists" și deschiderea muzeului de "Non-Objective Painting", dirijat de Hilla Rebay.

- Deschiderea la Paris, în 1946, a unui "Salon des Réalités Nouvelles", de fapt primul salon internațional al artei nonfigurative.
- Apariția în 1949 a cărții lui Michel Seuphor, "L'art abstrait, ses origines, ses premiers maîtres".
- 1947: Interviul lui Jackson Pollock în revista "Possibilities", în care descrie tehnica dripping ("picurare") pentru actul creator "în acțiune".
- 1948: Înființarea de către Robert Motherwell, Barnett Newman și Mark Rothko a asociației "Subjects of the Artists" din New York.

## Galerie

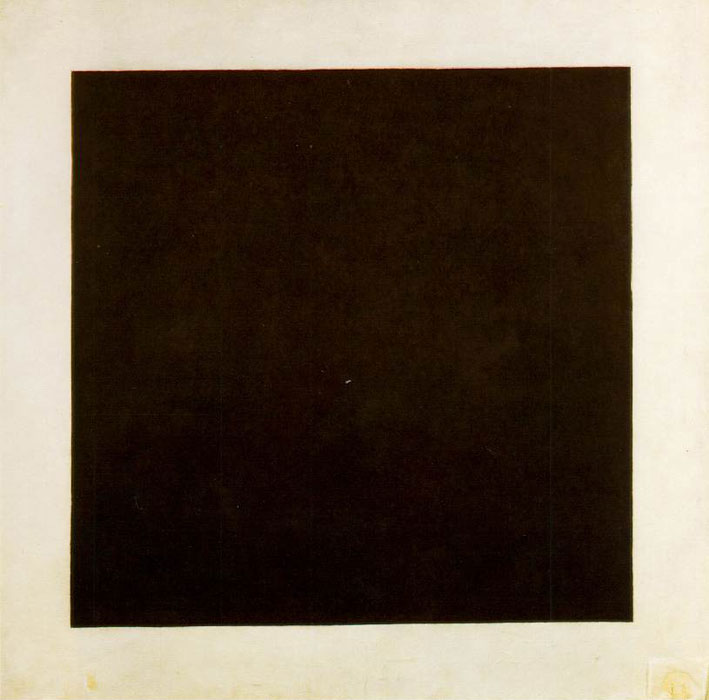
Kazimir Malevici, Pătrat negru, 1915
Piet Mondrian, Composition with Yellow, Blue, and Red, 1939-42
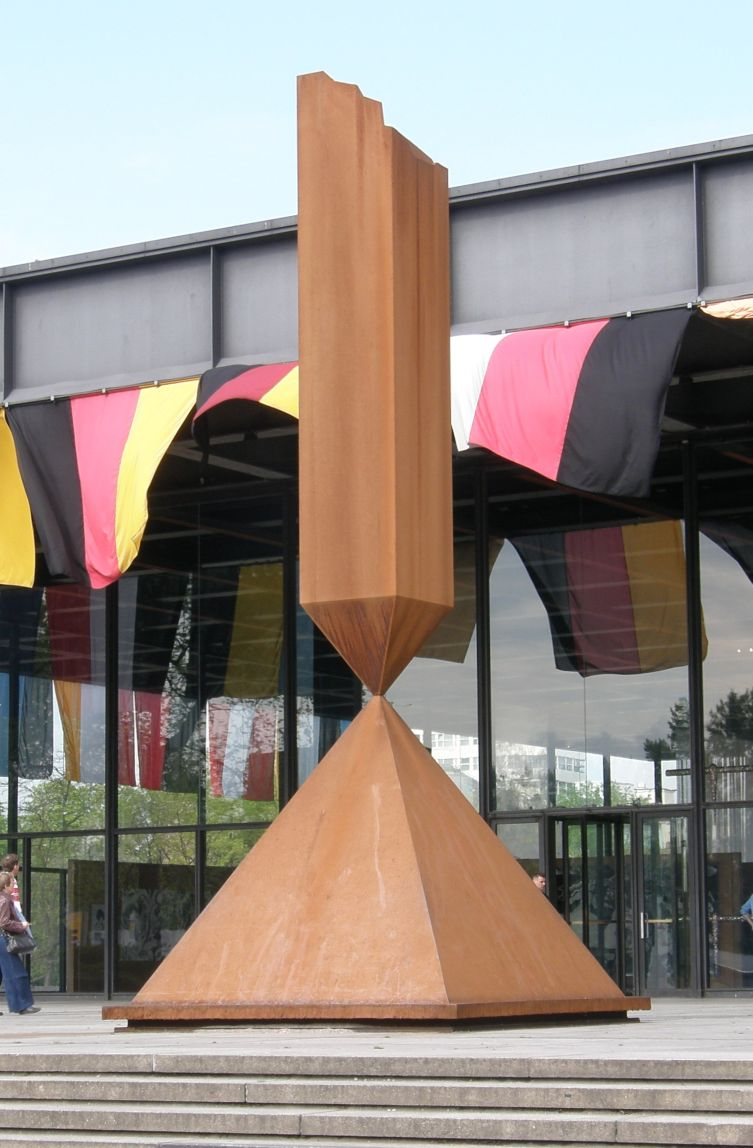
Barnett Newman, Broken Obelisk, 1963-1967